# Marada Mundi
Marada Mundi is een bestuurslaag in het regentschap Oost-Soemba van de provincie Oost-Nusa Tenggara, Indonesië. Marada Mundi telt 702 inwoners (volkstelling 2010).